# Tomasz Paczewski
Tomasz Paczewski (* 12. März 1961 in Warschau, Polen) ist ein polnischer Bildender Künstler, Maler und Grafiker.

## Leben
Aufgewachsen in Warschau, studierte Tomasz Paczewski von 1983 bis 1988 an der Akademie der Schönen Künste in Warschau, wo er sein Diplom bei Halina Chrostowska erwarb. Ab 1990 studierte er an der Fachhochschule Hannover. 1998 schloss er dort sein Studium als Meisterschüler bei Peter Redeker ab. Von 2007 bis 2009 hatte Paczewski Lehraufträge an der Universität Hildesheim. und an der HAWK Hildesheim. Er lebt und arbeitet in Hamburg.

## Werk
Tomasz Paczewski arbeitet seit Ende der 1990er Jahre vorwiegend an vier Werkgruppen: „Massen“, „Selbstbildnisse“, „Vorboten/Boten“ sowie „Geschichten ohne Handlung“. Diese Bilderreihen thematisieren u. a. das Verhältnis zwischen Individuum und Masse. In den letzten Jahren ergänzt er die Reihen um die Serien „Heidberg“ und „Gegenden“, wo er sich mit organischen Erscheinungsformen auseinandersetzt. Parallel zur Malerei schafft er großformatige Linolschnitte.

## Preise und Auszeichnungen (Auswahl)
- 1989 Grafikwettbewerb des J. Gielniak – Preises, Jelenia Góra, Polen (3. Preis)
- 1992 4. Grafikbiennale „Angesichts der Werte“, Katowice, Polen (Auszeichnung)
- 1998 „Linolschnitt heute IV“, Preis der Stadt Bietigheim-Bissingen (2. Preis)
- 2000 2. Internationale Grafikbiennale - Handbuch der Editionen, Langenhagen (1. Preis)
- 2007 Kunstpreis der Stadt Wertingen
- 2020 Rosa-Bartl-Kunstpreis, Hamburg (2. Preis)

## Ausstellungen

### Einzelausstellungen (Auswahl)
- 1997 Kunstverein Springe
- 2001 Kunstverein Hildesheim
- 2003 Städtische Galerie Lehrte
- 2006 imago Kunstverein Wedemark
- 2007 Kaponier Kunstverein, Vechta
- 2009 Kunstverein Stade
- 2009 Galerie im Stammelbach-Speicher, Hildesheim
- 2010 Städtische Galerie Lehrte
- 2013 Kunstverein Elmshorn im Torhaus[2]
- 2018 Kunstverein Rotenburg, Kunstturm, Rotenburg (Wümme)
- 2018 Kunstverein Lübbecke, Lübbecke
- 2018 Segeberger Kunstverein, Villa Flath, Bad Segeberg
- 2020 Palais Rastede, Rastede
- 2023 Schloss Reinbek, Reinbek
- 2024 Kunstverein Melle

### Gruppenausstellungen (Auswahl)
- 1995 Internationale Biennale der kleinen Grafikformen und Exlibris, Ostrów Wielkopolski, Polen
- 1996 und 1999 Internationale Grafiktriennale, Frechen
- 1997 Internationale Kunsttriennale, Majdanek, Polen
- 1997 Triennale der polnischen Grafik, Katowice
 Internationale Grafiktriennale, Kairo, Ägypten
 Internationale Grafikausstellung, Kanagawa, Japan
- 1999, 2005 Niedersächsische Grafiktriennale, Schloß Bevern
- 2000 2. Internationale Grafikbiennale – Handbuch der Editionen, Galerie Depelmann, Langenhagen
- 2006 „Tæt På – Close Up“, KunstCentret Silkeborg Bad, Silkeborg, Dänemark
- 2007 „Kunst im Schloss“, Städtische Galerie Wertingen
- 2008 Niedersächsische Grafiktriennale - Zeichnung, Schloss Bevern
- 2010 „SZTUKA! Positionen aktueller polnischer Kunst“, Stiftung Landdrostei, Die Drostei, Pinneberg
- 2011 „25 Jahre zeitgenössische Künste in Lauenburg“, Stadtgalerie Lauenburg im Hagenström
- 2013 „Druckgrafik heute“, Galerie im Stammelbach-Speicher, Hildesheim
- 2014 „Von den Balancen des Unsichtbaren“, Galerie Kunstclub Hamburg, Hamburg
- 2015 NordArt 2015, Kunstwerk Carlshütte, Büdelsdorf
- 2016 NordArt 2016, Kunstwerk Carlshütte, Büdelsdorf
- 2017 6. Regionalschau. Aktuelle Kunst norddeutscher und dänischer Künstler, Die Drostei, Pinneberg
- 2017 Haderslev Kunstforening, Haderslev, Dänemark
- 2019 „Von Heute Sehen“, Barlach Halle K, Hamburg
- 2021 „Armin-Sandig-Preis“, Freiheitshalle Hof, Hof
- 2021 „Blickwechsel“, Städtische Galerie, Wertingen
- 2023 „Premiere II“, Galerie Incontro, Eitorf
- 2024 „Grosses Wiedersehen“, Die Kunstsammlung der Stadt Wertingen, Städtische Galerie, Wertingen

## Bibliographie
- Ludwig Zerull: „Zu den Linolschnitten von Tomasz Paczewski“ in Ausst. Kat. „Linolschnitt heute IV“, Städtische Galerie Bietigheim-Bissingen, 1998. ISBN 3-927877-33-6
- Klaus Dierßen: „Das Gedächtnis der Farbe“, Beatrix Nobis: „Zirkulation der Erinnerungen. Verwertungen und Umwertungen im Künstlerischen Werk von Tomasz Paczewski“ in Ausst. Kat. „Tomasz Paczewski. Das Gedächtnis der Farbe“, Kunstverein Hildesheim 2001. ISBN 3-935729-00-6
- Eberhard Stosch "Pars pro Toto" in "Tomasz Paczewski. Pars pro Toto", A.R.S. Amtsrichterhaus, Schwarzenbek; Kunstraum Testorf, Zarrentin; 2017